# 大曽根敬大
大曽根 敬大（おおそね けいた、1985年12月31日-）は日本の俳優。東京都出身。
身長170cm。スリーサイズは、B84cm、W64cm、H83cm。靴のサイズ26.5cm。

## 人物
- 特技は躰道。躰道初段を持つ。大学時代は躰道部に所属しており、卒業後も大会へ応援に行くなど躰道部とは現在も交流がある。全国大会での優勝経験がある。（第40回躰道全日本大会展開競技 優勝、第40回躰道全国学生大会展開競技 優勝、第41回躰道全国学生大会展開競技 優勝[1]）
- 好物はココア。初期のブログでは毎回市販のココアの画像を載せていた。
- 高所恐怖症である。
- アクロバットを得意とし、地方でワークショップを行った経験がある。2012年出演の『M ACT QUEST〜勇者たもつと屈強なパフォーマー達の魔王への軌跡〜』、2013年出演の『Midnight Traveller』ではアクションコーディネーターとしても参加している。
- 2014年6月30日付で7年間所属していたレッド・エンタテインメント・デリヴァーを辞め、現在はフリーで活動している[2]。
- 2015年2月4日、エンターテイメント集団『TRIBE』に加入。

## 出演

### 映画
- 劇場版 さらば仮面ライダー電王 ファイナル・カウントダウン（2008年）
- 少年メリケンサック（2009年）
- ハイキック・ガール!（2009年） - ショウタ 役
- 劇場版　仮面ライダーディケイド　オールライダー対大ショッカー（2009年）
- リアル鬼ごっこ2（2010年） - 鬼 役
- 最強極道伝説　極鬼（2011年）
- 体脂肪計タニタの社員食堂（2013年）

### テレビドラマ
- 獣拳戦隊ゲキレンジャー
- 炎神戦隊ゴーオンジャー
- 仮面ライダーディケイド
- 侍戦隊シンケンジャー
- グラビアティーチャー
- ROOKIES
- 環境超人エコガインダー2
- 日曜劇場 新参者
- 崖っぷちのエリー
- 女帝 薫子
- 十年先も君に恋して
- ハンチョウ〜神南署安積班〜 シリーズ3
- 魔女たちの22時
- ヤンキー君とメガネちゃん
- 99年の愛〜JAPANESE AMERICANS〜
- 塀の中の中学校
- マジか!?のHOWTOバラエティ 関∞ピース

### 舞台
- WAKI-GUMI『幕末義侠伝・CHUJI』（2008年）
- ウルトラマン プレミアムステージ2（2008年）
- お正月だよ!ウルトラマン 全員集合!!
- 戦国シェイクスピア第一弾『BASARA〜謀略の城』（2009年）
- 舞台版イナズマイレブン（2010年） - 源田幸次郎 役
- RED塾旗揚げ公演『REAL BREAK!!〜最後の一撃〜』（2010年） - サルサ 役
- Super Cool Beauty〜美熱大戦〜（2010年） - 寅 役
- PEACE MAKER〜新撰組参上〜（2011年）
- 劇団EXILE『レッドクリフ-愛-』（2011年） - 程普 役
- 真田十勇士〜ボクらが守りたかったもの〜（2011年）
- 地球ゴージャスプロデュース公演Vol.12『海盗セブン』（2012年） - センス 役
- M ACT QUEST〜勇者たもつと屈強なパフォーマー達の魔王への軌跡〜（2012年） - Mr.M 役
- 真田十勇士〜カッコ良くなきゃ死ぬだけさ〜（2012年）
- Act Against AIDS 『THE VARIETY 20』日本武道館（2012年）
- SECOND・N PRODUCE VOL.2『絡縺-RAKUREN-』（2013年） - 三浦悟 役
- TAKA-BAN produce.4『コイズミ・タエコ』（2013年） - 西村ツヨシ 役
- 進戯団夢命クラシックス#14『OTOGI狂詩曲』（2013年） - 鴉天狗 役
- Midnight Traveller（2013年） - サウス 役
- Act Against AIDS 2013 『THE VARIETY 21』日本武道館（2013年）
- 地球ゴージャスプロデュース公演Vol.13『クザリアーナの翼』（2014年）
- 夢々×語×勿(ユメユメカタルナカレ)（2014年） - 主演
- 進戯団夢命クラシックス#16『Requiem』（2014年）
- Luana芝居企画『NEXT DOOR』（2014年）
- RIDE STAGING OFFICEプロデュース『幕末-狼kick!-』（2014年） - 永倉新八 役
- 進戯団夢命クラシックス#17『君の手には夢幻のファクター』（2014年） - トウガ 役
- 鬼切丸（2015年）
- 劇団BRATS第7回公演『熱血!不良総選挙』（2015年）
- ダイヤのA The LIVE III（2016年） - 秋葉一真 役
- good and evil（2017年） - エヴァン 役
- 超体感ステージ「キャプテン翼」（2017年） - 立花政夫 役
- 地球ゴージャスプロデュース公演Vol.15『ZEROTOPIA』（2018年）
- PSYCHO-PASS サイコパス Virtue and Vice（2019年）

### CM
- MS&ADホールディングス「3つの力」篇
- PS3 『BIG 3 GUN SHOOTING』